# 해나 토인턴
해나 토인턴(Hannah Tointon, 1987년 12월 28일 ~ )은 잉글랜드의 배우이다.